# Handball-Gauliga Mitte
Die Handball-Gauliga Mitte (ab 1939: Handball Bereichsklasse Mitte) war eine der obersten deutschen Feldhandball-Ligen in der Zeit des Nationalsozialismus. Sie bestand von 1933 bis 1945.

## Geschichte
Vorgänger der Handball-Gauliga Mitte war die Mitteldeutsche Feldhandball-Meisterschaft, welche vom Verband Mitteldeutscher Ballspiel-Vereine (VMBV) ausgetragen wurde und dessen Sieger sich für die von der Deutsche Sportbehörde für Leichtathletik organisierte Deutsche Feldhandballmeisterschaft qualifizierte. Im Zuge der Gleichschaltung wurde der VBMV und die anderen regionalen Feldhandball-Verbände in Deutschland wenige Monate nach der Machtübernahme der Nationalsozialisten im Jahre 1933 aufgelöst. An deren Stelle traten anfangs 16 Handball-Gauligen, deren Sieger sich für die nun vom Nationalsozialistischen Reichsbund für Leibesübungen organisierte Deutsche Feldhandballmeisterschaft qualifizierten. Das Verbandsgebiet des VMBVs wurde dabei aufgeteilt, Vereine aus der Provinz Sachsen, Thüringen und Anhalt spielten fortan in der Gauliga Mitte.
Die Feldhandball-Gauliga Mitte startete mit zehn teilnehmenden Vereinen. Zur Spielzeit 1939/40 wurde der Spielbetrieb kriegsbedingt auf drei Staffeln aufgeteilt. Insgesamt drei Vereine konnten sich mindestens einmal den Gaumeistertitel sichern. Bis zum Kriegsbeginn machten der Polizei SV Magdeburg und der MSV Weißenfels die Meisterschaften unter sich aus. Ab Kriegsbeginn zog sich Weißenfels zurück, neben Magdeburg erstarkte nun die SG 98 Dessau und kam dreimal zu Meisterschaftsehren. Bei den Deutschen Feldhandballmeisterschaften erreichten die mitteldeutschen Vertreter häufig vordere Platzierungen. Dem Polizei SV Magdeburg gelang 1935 und 1942 der Gewinn der Deutschen Meisterschaft. Zusätzlich stand Magdeburg 1940 und Weißenfels 1938 im Finale um diese Meisterschaft.
Spätestens mit der Kapitulation Deutschlands kam der Spielbetrieb zum Erliegen, die bisher bestehenden Sportvereine wurden aufgelöst. Erst 1948 gab es mit der Feldhandball Ostzonen-Meisterschaft wieder eine überregionale Feldhandballmeisterschaft für mitteldeutsche Vereine.

## Meister der Handball-Gauliga Mitte 1934–1944
| Saison  | Meister Gauliga Mitte | Abschneiden deutsche Meisterschaft | Deutscher Meister     |
| ------- | --------------------- | ---------------------------------- | --------------------- |
| 1933/34 | Polizei SV Magdeburg  | Zwischenrunde                      | Polizei SV Darmstadt  |
| 1934/35 | Polizei SV Magdeburg  | Sieger                             | Polizei SV Magdeburg  |
| 1935/36 | MSV Magdeburg         | Gruppenzweiter Gruppe 2            | MSV Hindenburg Minden |
| 1936/37 | MSV Weißenfels        | keine Teilnahme                    | MTSA Leipzig          |
| 1937/38 | MSV Weißenfels        | Finale                             | MTSA Leipzig          |
| 1938/39 | MSV Weißenfels        | Gruppenzweiter Gruppe 2            | MTSA Leipzig          |
| 1939/40 | Polizei SV Magdeburg  | Finale                             | Lintforter SpV        |
| 1940/41 | SG 98 Dessau          | Vorrunde                           | SV Polizei Hamburg    |
| 1941/42 | SG OrPo Magdeburg     | Sieger                             | SG OrPo Magdeburg     |
| 1942/43 | SG 98 Dessau          | Vorrunde                           | SG OrPo Hamburg       |
| 1943/44 | SG 98 Dessau          | 2. Ausscheidungsrunde              | SG OrPo Berlin        |

## Rekordmeister
Rekordmeister der Gauliga Mitte ist der Polizei SV Magdeburg, der die Meisterschaft unter verschiedenen Namen insgesamt fünf Mal gewinnen konnte.
|  | Verein                                                   | Titel | Jahr                         |
|  | -------------------------------------------------------- | ----- | ---------------------------- |
|  | Polizei SV Magdeburg / MSV Magdeburg / SG OrPo Magdeburg | 5     | 1934, 1935, 1936, 1940, 1942 |
|  | MSV Weißenfels                                           | 3     | 1937, 1938, 1939             |
|  | SG 98 Dessau                                             | 3     | 1941, 1943, 1944             |

## Tabellen

### 1933/34
| Pl. | Verein                      | Sp. | Tore    | Punkte |
| --- | --------------------------- | --- | ------- | ------ |
| 1.  | Polizei SV Magdeburg        | 18  | 233:104 | 32–40  |
| 2.  | Polizei SV Dessau a         | 18  | 113:890 | 22–14  |
| 3.  | Polizei SV Halle            | 17  | 147:113 | 21–13  |
| 4.  | Polizei VfL Weißenfels      | 18  | 152:940 | 21–15  |
| 5.  | MTV 1860 Magdeburg-Neustadt | 18  | 120:125 | 20–16  |
| 6.  | VfL Halle 1896              | 18  | 098:108 | 18–18  |
| 7.  | ATG Gera                    | 17  | 118:141 | 17–17  |
| 8.  | TS Wartburg Eisenach        | 18  | 060:122 | 10–26  |
| 9.  | Polizei VfL Wittenberg      | 18  | 090:152 | 09–27  |
| 10. | Polizei VfL Gera            | 18  | 089:172 | 08–28  |

| Legende |                                                           |
|         | Qualifikation Deutsche Feldhandball-Meisterschaft 1933/34 |
|         | Absteiger                                                 |

### 1934/35
| Pl. | Verein                      | Sp. | Tore    | Punkte |
| --- | --------------------------- | --- | ------- | ------ |
| 1.  | Polizei SV Magdeburg (M)    | 14  | 179:730 | 26–20  |
| 2.  | Polizei VfL Weißenfels      | 14  | 124:800 | 21–70  |
| 3.  | TS Wartburg Eisenach        | 13  | 067:810 | 13–13  |
| 4.  | TS Gera-Zwötzen (N)         | 14  | 070:101 | 13–15  |
| 5.  | SG Junkers Dessau           | 14  | 090:960 | 13–15  |
| 6.  | MTV 1860 Magdeburg-Neustadt | 14  | 068:900 | 10–18  |
| 7.  | Polizei SV Halle            | 14  | 075:123 | 09–19  |
| 8.  | VfL Halle 1896              | 13  | 082:111 | 05–21  |

| Legende |                                                           |
|         | Qualifikation Deutsche Feldhandball-Meisterschaft 1934/35 |
|         | Absteiger                                                 |
| (M)     | Titelverteidiger                                          |
| (N)     | Aufsteiger                                                |

### 1935/36
| Pl. | Verein                      | Sp. | Tore    | Punkte |
| --- | --------------------------- | --- | ------- | ------ |
| 1.  | MSV Magdeburg (M)           | 18  | 196:113 | 28–80  |
| 2.  | MSV Weißenfels              | 18  | 154:127 | 26–10  |
| 3.  | SG Junkers Dessau           | 18  | 156:135 | 20–16  |
| 4.  | SC Fermersleben (N)         | 18  | 134:116 | 20–16  |
| 5.  | MTV 1860 Magdeburg-Neustadt | 18  | 131:129 | 18–18  |
| 6.  | TSV Leuna 1919 (N)          | 18  | 117:154 | 17–19  |
| 7.  | TS Wartburg Eisenach        | 18  | 131:133 | 15–21  |
| 8.  | Polizei SV Halle            | 18  | 115:150 | 14–22  |
| 9.  | TS Gera-Zwötzen             | 18  | 100:134 | 12–24  |
| 10. | ATG Gera (N)                | 18  | 156:199 | 10–26  |

| Legende |                                                           |
|         | Qualifikation Deutsche Feldhandball-Meisterschaft 1935/36 |
|         | Absteiger                                                 |
| (M)     | Titelverteidiger                                          |
| (N)     | Aufsteiger                                                |

### 1936/37
Die Abschlusstabelle ist unvollständig überliefert, es fehlen sieben Spiele.
| Pl. | Verein                         | Sp. | Tore    | Punkte |
| --- | ------------------------------ | --- | ------- | ------ |
| 1.  | MSV Weißenfels                 | 16  | 190:780 | 29–30  |
| 2.  | Polizei SV Magdeburg (M)       | 17  | 169:960 | 26–80  |
| 3.  | MTV 1860 Magdeburg-Neustadt    | 16  | 118:127 | 19–13  |
| 4.  | Dessauer SV 98 (N)             | 16  | 111:880 | 17–15  |
| 5.  | SpVgg Gelb-Rot Meiningen b (N) | 16  | 102:115 | 17–15  |
| 6.  | SC Fermersleben                | 17  | 119:133 | 17–17  |
| 7.  | SG Junkers Dessau b            | 16  | 134:134 | 16–16  |
| 8.  | TS Wartburg Eisenach           | 17  | 109:122 | 14–20  |
| 9.  | TSV Leuna 1919                 | 18  | 093:165 | 07–29  |
| 10. | Polizei SV Halle               | 17  | 107:194 | 04–30  |

| Legende |                                                           |
|         | Qualifikation Deutsche Feldhandball-Meisterschaft 1936/37 |
|         | Absteiger                                                 |
| (M)     | Titelverteidiger                                          |
| (N)     | Aufsteiger                                                |

### 1937/38
Die Abschlusstabelle ist unvollständig überliefert, es fehlen sechs Spiele.
| Pl. | Verein                       | Sp. | Punkte |
| --- | ---------------------------- | --- | ------ |
| 1.  | MSV Weißenfels (M)           | 16  | 30–20  |
| 2.  | Polizei SV Magdeburg         | 16  | 27–50  |
| 3.  | MSV Eilenburg (N)            | 17  | 19–15  |
| 4.  | Dessauer SV 98               | 17  | 17–17  |
| 5.  | TC Staßfurt-Leopoldshall (N) | 17  | 18–16  |
| 6.  | TSV Leuna 1919               | 17  | 16–18  |
| 7.  | SC Fermersleben              | 16  | 11–21  |
| 8.  | TS Wartburg Eisenach         | 17  | 11–23  |
| 9.  | TS Gera-Zwötzen (N)          | 17  | 10–24  |
| 10. | VfL Viktoria 1860 Neustadt   | 18  | 09–27  |

| Legende |                                                           |
|         | Qualifikation Deutsche Feldhandball-Meisterschaft 1937/38 |
|         | Absteiger                                                 |
| (M)     | Titelverteidiger                                          |
| (N)     | Aufsteiger                                                |

### 1938/39
| Pl. | Verein                         | Sp.           | Tore          | Punkte        |
| --- | ------------------------------ | ------------- | ------------- | ------------- |
| 1.  | MSV Weißenfels c (M)           | 13            | 154:730       | 26–00         |
| 2.  | Polizei SV Magdeburg           | 13            | 111:820       | 17–90         |
| 3.  | MSV Naumburg c (N)             | 14            | 137:112       | 17–11         |
| 4.  | SC Germania-Jahn Magdeburg (N) | 14            | 085:116       | 13–15         |
| 5.  | SG 1898 Dessau                 | 14            | 092:104       | 10–18         |
| 6.  | TSV Leuna 1919                 | 14            | 101:123       | 10–18         |
| 7.  | TC Staßfurt-Leopoldshall       | 14            | 103:123       | 08–20         |
| 8.  | TSV Fermersleben 1888          | 14            | 102:152       | 07–21         |
| 9.  | MSV Eilenburg                  | zurückgezogen | zurückgezogen | zurückgezogen |
| 10. | TS Gera-Zwötzen                | zurückgezogen | zurückgezogen | zurückgezogen |

| Legende |                                                           |
|         | Qualifikation Deutsche Feldhandball-Meisterschaft 1938/39 |
|         | Absteiger                                                 |
| (M)     | Titelverteidiger                                          |
| (N)     | Aufsteiger                                                |

### 1939/40
| Pl. | Verein                              | Sp. | Tore   | Punkte |
| --- | ----------------------------------- | --- | ------ | ------ |
| 1.  | Polizei SV Magdeburg                | 7   | 100:38 | 13–1   |
| 2.  | TC Staßfurt-Leopoldshall            | 6   | 056:36 | 09–3   |
| 3.  | SC Germania-Jahn Magdeburg          | 6   | 037:47 | 07–5   |
| 4.  | VfL Viktoria 1860 Neustadt (N)      | 6   | 037:40 | 05–7   |
| 5.  | TSV Fermersleben 1888               | 6   | 046:69 | 05–7   |
| 6.  | TV Germania Salbke (N)              | 6   | 040:45 | 04–8   |
| 7.  | Magdeburger SC (N)                  | 6   | 034:46 | 04–8   |
| 8.  | TC Dr. Goetz Magdeburg-Neustadt (N) | 5   | 024:56 | 01–9   |

| Pl. | Verein                        | Sp. | Tore  | Punkte |
| --- | ----------------------------- | --- | ----- | ------ |
| 1.  | TV Frisch Auf Großkühnau (N)  | 8   | 44:25 | 14–20  |
| 2.  | TSV Leuna 1919                | 8   | 53:38 | 14–20  |
| 3.  | SG 1898 Dessau                | 7   | 45:32 | 10–40  |
| 4.  | TV 1861 Weißenfels (N)        | 7   | 41:35 | 07–70  |
| 5.  | VfL Halle 1896 (N)            | 7   | 43:65 | 06–80  |
| 6.  | TSG Piesteritz (N)            | 6   | 37:46 | 06–60  |
| 7.  | MTV Prittitz (N)              | 8   | 29:26 | 04–12  |
| 8.  | VfR Halle-Wörmlitz (N)        | 7   | 45:51 | 03–11  |
| 9.  | 1. SV Concordia Delitzsch (N) | 6   | 15:34 | 00–12  |

| Pl. | Verein                 | Sp. | Tore  | Punkte |
| --- | ---------------------- | --- | ----- | ------ |
| 1.  | MTV 1873 Sömmerda (N)  | 4   | 39:23 | 8–0    |
| 2.  | TSM Schott Jena (N)    | 5   | 44:37 | 8–2    |
| 3.  | 1. SV Gera (N)         | 3   | 29:24 | 4–2    |
| 4.  | TV Wenigenjena (N)     | 4   | 27:36 | 2–6    |
| 5.  | SC 1903 Weimar (N)     | 3   | 23:34 | 0–6    |
| 6.  | TV Jahnbund Apolda (N) | 3   | 17:25 | 0–6    |

| Legende |                           |
|         | Qualifikation Finalspiele |
|         | Absteiger                 |
| (N)     | Aufsteiger                |

Finalspiele
|                      | Ergebnis |                          |
| -------------------- | -------- | ------------------------ |
| Polizei SV Magdeburg | 13:3     | TV Frisch Auf Großkühnau |
| MTV 1873 Sömmerda    | 06:5     | TV Frisch Auf Großkühnau |
| Polizei SV Magdeburg | 12:3     | MTV 1873 Sömmerda        |

### 1940/41–1943/44
Abschlusstabellen der einzelnen Gauligaspielzeiten sind derzeit nicht überliefert.

## Frauen
Ähnlich wie bei den Männern erfolgte auch im Frauen-Feldhandball die Organisation des Spielbetriebs ab 1933 in den Gauligen. Abschlusstabellen aus den einzelnen Spielzeiten sind nicht überliefert.

### Frauen-Meister der Handball-Gauliga Mitte 1934–1943
| Saison  | Meister Gauliga Mitte (Frauen) | Abschneiden deutsche Meisterschaft | Deutscher Meister (Frauen)   |
| ------- | ------------------------------ | ---------------------------------- | ---------------------------- |
| 1933/34 | Magdeburger Frauen-SC          | Zwischenrunde                      | Eimsbütteler TV              |
| 1934/35 | Magdeburger Frauen-SC          | Zwischenrunde                      | Eimsbütteler TV              |
| 1935/36 | Magdeburger Frauen-SC          | Zwischenrunde                      | SC Charlottenburg            |
| 1936/37 | Magdeburger Frauen-SC          | Zwischenrunde                      | Eimsbütteler TV              |
| 1937/38 | SC Germania-Jahn Magdeburg     | Zwischenrunde                      | Turngemeinde in Berlin       |
| 1938/39 | Magdeburger Frauen-SC          | Halbfinale                         | VfR Mannheim                 |
| 1939/40 | n. b.                          | keine deutsche Meisterschaft       | keine deutsche Meisterschaft |
| 1940/41 | n. b.                          | n. b.                              | VfR Mannheim                 |
| 1941/42 | Magdeburger Frauen-SC          | Vorrunde                           | Stahl-Union 04 Düsseldorf    |
| 1942/43 | SC Germania-Jahn Magdeburg     | 1. Vorrunde                        | Eintracht Frankfurt          |

### Rekordmeister Frauen
Rekordmeister der Gauliga Pommern bei den Frauen ist der Magdeburger Frauen-SC, der die Meisterschaft sechsmal gewinnen konnte.
|  | Verein                     | Titel | Jahr                               |
|  | -------------------------- | ----- | ---------------------------------- |
|  | Magdeburger Frauen-SC      | 6     | 1934, 1935, 1936, 1937, 1939, 1942 |
|  | SC Germania-Jahn Magdeburg | 2     | 1938, 1943                         |